# ديماراي غراي
ديماراي ريميل غراي (بالإنجليزية: Demarai Remelle Gray) (مواليد 28 يونيو 1996 في برمنغهام، إنجلترا) هو لاعب كرة قدم إنجليزي محترف يلعب مع نادي الاتفاق في دوري روشن السعودي في مركز الجناح.

## روابط خارجية
- ديماراي غراي على موقع الاتحاد الأوربي (الإنجليزية)
- ديماراي غراي على موقع قاعدة بيانات كرة القدم.إي يو (الإنجليزية)
- ديماراي غراي على موقع ناشيونال فوتبول تيمز (الإنجليزية)
- ديماراي غراي على موقع Soccerbase.com (لاعب) (الإنجليزية)
- ديماراي غراي على موقع Soccerway.com (الإنجليزية)
- ديماراي غراي على موقع عالم كرة القدم.نت (الإنجليزية)
- ديماراي غراي على موقع كووورة
- ديماراي غراي على موقع AS.com (الإسبانية)